# Werdykt (program telewizyjny)
Werdykt – pierwszy polski program sądowniczy, nadawany dawniej w Polonii 1 (1998), a później także w Tele 5 (2002), oparty na włoskim programie „Forum” nadawany w telewizji Canale 5 i produkowany na licencji włoskiej (Italo Felici) z popularnego do dziś na Zachodzie gatunku magazynów sądowniczych.

## I edycja
Pierwsza edycja prezentowała prawdziwe procesy. Program prowadził aktor Tomasz Tomaszewski, a sędzią był Krzysztof Pol. Audycja była kręcona w żółtym studiu przy udziale publiczności, która wydawała własny werdykt przez wrzucenie losu do pudełka odpowiadającego jednej ze stron. Głosy liczono za pomocą specjalnej wagi.

## II i III edycja
Talk show doczekał się nawet swej kontynuacji w 2002 na antenie Tele 5. Druga wersja programu była kręcona w zielonym studiu, a prowadzącym był Aleksander Pociej. Towarzyszyła mu Paulina Tomborowska (w drugim sezonie) i Anna Nasiłowska (w trzecim). Tym razem procesy były grane przez aktorów (wystąpiła m.in. Katarzyna Pakosińska z Kabaretu Moralnego Niepokoju w roli oskarżonej), a głosy publiczności były liczone za pomocą pilotów.
W obydwu wersjach podczas narady sędziów publiczność była pytana o zdanie przez prezenterów. Program powstawał w studiu przy ul. Podskarbińskiej 4 w Warszawie.